# Francesco Baiano
Francesco Baiano (* 24. Februar 1968 in Neapel) ist ein ehemaliger italienischer Fußballspieler. Er war Stürmer, der auf dem Höhepunkt seiner Laufbahn insbesondere durch eine exzellente Schusstechnik zu gefallen wusste.

## Werdegang
Baiano begann seine Karriere 1985 in seiner Heimatstadt beim SSC Neapel. In den ersten Jahren seiner Profilaufbahn wechselte er öfter die Vereine. So spielte auch er für Empoli, Parma, Avellino und Foggia, bevor er 1992 zur Fiorentina kam. In Florenz spielte er bis 1997 und gehörte dort (mit Gabriel Batistuta) einer der besten Angriffsformationen der italienischen Liga dieser Zeit an. Mit dem Gewinn der Coppa Italia und der Supercoppa Italiana unter Claudio Ranieri erzielte er dort auch die größten Erfolge seiner Laufbahn. Insgesamt absolvierte Francesco Baiano für die Fiorentina in fünf Spielzeiten 108 Spiele und erzielte darin 25 Tore. 1997 ging er zum englischen Club Derby County, bereits in der Saison 1999/2000 kehrte er aber nach Italien zurück. Dort spielte er dann allerdings nicht mehr erstklassig, sondern mit Ternana, Pistoiese und Sangiovannese in den Ligen B bis C1, aktuell in der Saison 2007/2008 mit Sangiovannese in der Serie C1.
In der italienischen Nationalmannschaft kam Baiano 1991 zu zwei Einsätzen und blieb dabei torlos.

## Erfolge
- 1990/91 Aufstieg in die Serie A mit Foggia
- 1993/94 Aufstieg in die Serie A mit der Fiorentina
- 1995/96 Coppa Italia mit der Fiorentina
- 1996 Supercoppa Italiana mit der Fiorentina
- 2003/04 Aufstieg in die Serie C1 mit Sangiovannese